# アルベルト・アクイラーニ
アルベルト・アクイラーニ（Alberto Aquilani, 1984年7月7日 - ）は、イタリア・ローマ出身の元サッカー選手、現サッカー指導者。元イタリア代表。現役時代のポジションはミッドフィールダー。

## クラブ経歴
ローマ出身で地元ASローマの下部組織で育った。2001年にはイングランド・プレミアリーグのチェルシーやアーセナルが獲得に動いたが、「ローマでプレイするのが幼いころからの夢だ」として断っている。2002年5月10日のトリノ戦でセリエAデビュー。翌2003-04シーズンはセリエBのトリエスティーナへレンタル移籍した。復帰後はローマの主力となり、2004-05シーズンには計38試合に出場。その後もローマのタイトル獲得や2年連続のセリエA2位・UEFAチャンピオンズリーグベスト8などに貢献するが、慢性的な怪我により絶対的なレギュラー定着には至らなかった。
2008-09シーズン終了後には新たに4年契約を結んだものの、リヴァプールがスペインのレアル・マドリードへ移籍したシャビ・アロンソの後釜として獲得に動き、2009年8月5日に5年契約の移籍金2000万ユーロで加入した。ただし怪我を負ったままでの移籍だったため開幕から数カ月はリハビリに費やすことになり、10月21日にようやくリザーブチームで試合に出場。10月28日のカーリングカップ・アーセナル戦で途中出場し、リヴァプールでのデビューを果たした。11月9日のバーミンガム・シティ戦ではプレミアリーグデビューを飾り、12月9日のチャンピオンズリーグ・フィオレンティーナ戦では移籍後初の先発出場を記録した。2010年3月15日のポーツマス戦で移籍後初ゴールを記録したものの、2009-10シーズンは怪我で出場試合も数えるほどしかなく、2010 FIFAワールドカップでもイタリア代表から落選するなど、失意のシーズンとなった。
ラファエル・ベニテスが退任してロイ・ホジソンが新監督に就任してほどなく構想外となり、8月25日にクリスティアン・ポウルセンと入れ替わる形でユヴェントスにレンタル移籍。わずか1シーズンでの国内復帰となった。パサーの少ないユヴェントスにおける貴重な存在として、セントラルハーフのレギュラーに定着した。11月13日の古巣ローマとの初対戦ではヴィンチェンツォ・イアクィンタの先制点をアシストするなど活躍し、マンオブザマッチに選出された。結局7位に低迷しヨーロッパカップ戦への出場権すら得られなかったものの、自身は33試合に出場し2得点・5アシストを記録し復調の気配を見せた。
その後、買取オプションは行使されず2011年6月25日に一旦リヴァプールへ復帰したものの、8月26日にACミランへのレンタル移籍が決まった。ミランでは主にインサイドハーフとして起用された。
シーズン後はリヴァプールにレンタルバックされたが、2012年8月3日にリッカルド・モントリーヴォと入れ替わる形でフィオレンティーナに完全移籍することが発表された。
2015年8月6日、ポルトガルのスポルティングCPへ移籍することを、クラブ公式Twitter上で発表した。契約期間は2015年8月までである。
2016年8月26日、ペスカーラに移籍した。2017年1月3日、サッスオーロにレンタル移籍した。
2017年8月25日、スペインのUDラス・パルマスにフリーで加入した。契約期間は2年間。
2019年6月、現役引退を発表した。

## 代表経歴
イタリア代表では2006年11月15日の親善試合・トルコ戦で初出場。その後もEURO2008のメンバーに選ばれるなどコンスタントに招集され続けていたが、レギュラー獲得までには至らなかった。
2008年10月15日のワールドカップ予選のモンテネグロ戦では、代表初ゴールとなる先制点と決勝点の2得点を挙げる活躍を見せた。2009年2月10日のブラジル戦以降は招集されず、2010 FIFAワールドカップの出場も逃したが、ユヴェントスでの活躍が評価されて2010年11月14日に1年9ヶ月ぶりに代表に復帰した。2011年8月10日のスペインとの親善試合でおよそ2年ぶりの得点となる決勝ゴールを挙げ、勝利に貢献した。
2014年ワールドカップに臨む23人に選出されたが、イタリアが1次リーグで敗退したこともあり、出場機会は訪れなかった。

## 指導者経歴
2020年7月17日、フィオレンティーナのプリマヴェーラの監督に就任した。2023年6月29日、プリマヴェーラの監督を退任した。
2023年6月29日、ACピサ1909の監督に就任。しかし、2023-24シーズンのセリエBで13位に終わり、シーズン終了後の2024年6月18日に退任。
2025年6月19日、セリエBのUSカタンザーロ1929監督に就任。

## エピソード
- ローマ在籍時から故障が多く、ロマニスタからは「スワロフスキー」（ガラス細工）というあだ名をつけられていた[16]。
- ローマの苦しい財政状況などもあってリヴァプール移籍を決断したものの「ローマを去るのは非常に残念だ」とし、全ローマファンに感謝を示した[17]。
- また、ローマのキャプテンであり同じくローマの下部組織出身のフランチェスコ・トッティはリヴァプール移籍を許したフロントを批判した[18]。

## 所属クラブ
2017年6月23日現在
| シーズン | クラブ             | リーグ             | リーグ | リーグ | カップ | カップ | 国際大会 | 国際大会 | その他 | その他 | 合計 | 合計 |
| シーズン | クラブ             | リーグ             | 出場   | 得点   | 出場   | 得点   | 出場     | 得点     | 出場   | 得点   | 出場 | 得点 |
| -------- | ------------------ | ------------------ | ------ | ------ | ------ | ------ | -------- | -------- | ------ | ------ | ---- | ---- |
| 2002-03  | ローマ             | セリエA            | 1      | 0      | 1      | 0      | -        | -        | -      | -      | 2    | 0    |
| 2003-04  | トリエスティーナ   | セリエB            | 41     | 4      | -      | -      | -        | -        | -      | -      | 41   | 4    |
| 2004-05  | ローマ             | セリエA            | 29     | 0      | 4      | 0      | 5        | 0        | -      | -      | 38   | 0    |
| 2005-06  | ローマ             | セリエA            | 24     | 3      | 4      | 2      | 8        | 1        | -      | -      | 36   | 6    |
| 2006-07  | ローマ             | セリエA            | 13     | 1      | 3      | 0      | 5        | 0        | 1      | 2      | 22   | 3    |
| 2007-08  | ローマ             | セリエA            | 21     | 3      | 4      | 1      | 5        | 0        | 1      | 0      | 31   | 4    |
| 2008-09  | ローマ             | セリエA            | 14     | 2      | 1      | 0      | 4        | 0        | 1      | 0      | 20   | 2    |
| 2009-10  | リバプール         | プレミアリーグ     | 18     | 1      | 2      | 0      | 5        | 1        | 1      | 0      | 26   | 2    |
| 2010-11  | リバプール         | プレミアリーグ     | 0      | 0      | 0      | 0      | 2        | 0        | 0      | 0      | 2    | 0    |
| 2010-11  | ユヴェントス       | セリエA            | 33     | 2      | 1      | 0      | 0        | 0        | 0      | 0      | 34   | 2    |
| 2011-12  | ミラン             | セリエA            | 23     | 1      | 1      | 0      | 7        | 0        | 0      | 0      | 31   | 1    |
| 2012-13  | フィオレンティーナ | セリエA            | 25     | 7      | 2      | 0      | 0        | 0        | 0      | 0      | 27   | 7    |
| 2013-14  | フィオレンティーナ | セリエA            | 31     | 6      | 3      | 0      | 10       | 1        | 0      | 0      | 44   | 7    |
| 2014-15  | フィオレンティーナ | セリエA            | 25     | 0      | 2      | 0      | 7        | 1        | 0      | 0      | 34   | 1    |
| 2015-16  | スポルティングCP   | プリメイラ・リーガ | 19     | 3      | 5      | 1      | 8        | 1        | 0      | 0      | 32   | 5    |
| 2016-17  | ペスカーラ         | セリエA            | 9      | 1      | 0      | 0      | -        | -        | -      | -      | 9    | 1    |
| 2016-17  | サッスオーロ       | セリエA            | 16     | 0      | 0      | 0      | -        | -        | -      | -      | 16   | 0    |
| 通算     | イタリア           | イタリア           | 305    | 30     | 26     | 3      | 51       | 3        | 3      | 2      | 385  | 38   |
| 通算     | イングランド       | イングランド       | 18     | 1      | 2      | 0      | 7        | 1        | 1      | 0      | 28   | 2    |
| 通算     | ポルトガル         | ポルトガル         | 19     | 3      | 5      | 1      | 8        | 1        | 0      | 0      | 32   | 5    |
| 通算     | 通算               | 通算               | 342    | 34     | 33     | 4      | 66       | 5        | 4      | 2      | 445  | 45   |

## 代表歴

### 出場大会
- イタリア代表
  - 2014 FIFAワールドカップ

### 試合数
- 国際Aマッチ 38試合 5得点（2006年-2014年）[19]

| イタリア代表 | 国際Aマッチ | 国際Aマッチ |
| 年           | 出場        | 得点        |
| ------------ | ----------- | ----------- |
| 2006         | 1           | 0           |
| 2007         | 2           | 0           |
| 2008         | 7           | 2           |
| 2009         | 1           | 0           |
| 2010         | 1           | 0           |
| 2011         | 9           | 1           |
| 2012         | 1           | 0           |
| 2013         | 11          | 2           |
| 2014         | 5           | 0           |
| 通算         | 38          | 5           |

## タイトル

### クラブ
ASローマ
- コッパ・イタリア : 2006-07, 2007-08
- イタリア・スーパーカップ : 2007

### 代表
- UEFA U-19欧州選手権 : 2003